# Kärnkvadrupolresonans
Kärnkvadrupolresonans en slags tomografi, (på engelska Nuclear quadrupole resonance, kortat NQR) är ett spektroskopiskt förfarande avlett från kärnmagnetisk resonansspektroskopi (NMR) och undersökningsteknik inom materialvetenskap, säkerhetsteknik och medicinsk vetenskap. Runt hälften av alla atomkärnor tippar, när de utsätts för radiovågor. När atomkärnan sedan faller tillbaka till utgångsläget, skickar den ut en svag signal, som är unik för varje grundämne.
Metoden kommer till användning för att påvisa atomer, vars kärna har ett kvadrupolmoment (exempelvis kväve-14, klor-35 eller koppar-63). I motsats till NMR kommer NQR utan statiskt yttre magnetfält, varför detta förfarande även ofta kallas Nollfälts-NMR (zero-field NMR). Ett problem med kärnkvadrupolresonans-spektroskopi är, att många av undersökta transitfrekvenser är kraftigt temperaturberoende, vilket gör kärnkvadrupolresonans-spektroskopis användning utanför materialvetenskap svår. Ett annat är resonansfunksignalens svaga signalstyrka - de som skickas ut från en kemisk substans, när den utsätts för en radiopuls är mycket svaga.

## Explosivämnen
Landminor och bomber i bagage undersöktes vid Olympiska sommarspelen 1996 i Atlanta.

## Medicin
Att köpa medicin mot malaria i Sydöstasien eller i Afrika är riskfyllt. Över hälften av butikernas mediciner är falska enligt världshälsoorganisationen WHO. Svenska och brittiska forskare har sökt lösningen på problemet. En bärbar utrustning kommer i första steget att programmeras för att känna igen malariamediciner och Viagra. Vid Lunds universitet har man utvecklat den matematiska modell som ligger bakom genombrottet. De ytterst svaga signalerna kan med deras beräkningsmodeller filtreras ut och fångas upp. Idén till tillämpningen fick Lundaforskarna, efter att under många år ha arbetat med motsvarande teknik för att detektera bomber och sprängämnen. Utrustningen utvecklas i samarbete med King’s College i London.